# Longueville-sur-Aube

Longueville-sur-Aube este o comună în departamentul Aube din nord-estul Franței. În 1 ianuarie 2022 avea o populație de 133 de locuitori.